# Titonka
Titonka és una població dels Estats Units a l'estat d'Iowa. Segons el cens del 2000 tenia 584 habitants.

## Demografia
Segons el cens del 2000, Titonka tenia 584 habitants, 250 habitatges, i 148 famílies. La densitat de població era de 805,3 habitants/km².
Dels 250 habitatges en un 24,4% hi vivien nens de menys de 18 anys, en un 52,4% hi vivien parelles casades, en un 5,6% dones solteres, i en un 40,4% no eren unitats familiars. En el 38,4% dels habitatges hi vivien persones soles el 25,2% de les quals corresponia a persones de 65 anys o més que vivien soles. El nombre mitjà de persones vivint en cada habitatge era de 2,21 i el nombre mitjà de persones que vivien en cada família era de 2,94.
Per edats la població es repartia de la següent manera: un 21,4% tenia menys de 18 anys, un 6,3% entre 18 i 24, un 20,9% entre 25 i 44, un 17,8% de 45 a 60 i un 34,6% 65 anys o més.
L'edat mediana era de 46 anys. Per cada 100 dones de 18 o més anys hi havia 75,2 homes.
La renda mediana per habitatge era de 35.147 $ i la renda mediana per família de 44.125 $. Els homes tenien una renda mediana de 26.500 $ mentre que les dones 19.750 $. La renda per capita de la població era de 16.594 $. Entorn del 3,9% de les famílies i el 5,8% de la població estaven per davall del llindar de pobresa.

## Poblacions més properes
El següent diagrama mostra les poblacions més properes.